# Pseudohyponatriämie
Bei der Pseudohyponatriämie handelt es sich um eine messtechnisch bedingte, erniedrigte Natriumkonzentration.

## Pathophysiologie
Das Natrium befindet sich nur im wässrigen Anteil des Serums. Es befindet sich nicht in Proteinen und Lipiden.
Bei den Standardmethoden zur Bestimmung der Natriumkonzentration, wie bei der flammenphotometrischen oder indirekten ionenselektiven Messung, ergeben sich bei hohen Lipid- oder Proteinkonzentrationen falsch niedrige Natriumwerte.

## Ursachen
- Hyperlipoproteinämie
- Hyperproteinämie (Multiples Myelom, Morbus Waldenström)